# Candida amapae
Candida amapae är en svampart som beskrevs av P.B. Morais, C.A. Rosa, S.A. Mey., Mend.-Hagler & Hagler 1995. Candida amapae ingår i släktet Candida, ordningen Saccharomycetales, klassen Saccharomycetes, divisionen sporsäcksvampar och riket svampar.   Inga underarter finns listade i Catalogue of Life.